# Brandenburg (Schiff, 1951)
Die Brandenburg war das Typschiff der Brandenburg-Klasse, einer Serie von sechs baugleichen Stückgutschiffen, und wurde am 10. Februar 1951 für den Transatlantikdienst der Hamburg-Amerikanischen Packetfahrt-Actien-Gesellschaft in Dienst gestellt. Am 12. Januar 1971 sank die Brandenburg binnen weniger Minuten nach der Kollision mit einem Wrack.

## Verhalten beim Untergang derPamir
Als die Viermastbark Pamir am 21. September 1957 in Seenot geriet, befand sich die Brandenburg mittags auf der Position 32° 27' N 046° 02' W und damit 320 Seemeilen von der Unglücksstelle entfernt. Die weitergeleitete Notmeldung der Pamir hatte der Funkoffizier der Brandenburg zwar aufgenommen, teilte dies aber nur dem Zweiten Offizier mit. Der Kapitän und der Erste Offizier erfuhren erst zwei Tage später durch die Nachrichten der Deutschen Welle vom Seenotfall in ihrem Seegebiet. Da der Kapitän wegen einer Blinddarmentzündung dringend in ein Krankenhaus musste und der Abstand zum Unglücksort mittlerweile 600 Seemeilen betrug, setzte die Brandenburg ihre Fahrt nach Horta auf den Azoren fort. Dort wurde der Kapitän am 24. September 1957 operiert.

### Spruch des Seeamtes Hamburg
Die Vorgänge auf der Brandenburg wurden am 10. März 1958 durch das Seeamt Hamburg in einer öffentlichen Sitzung untersucht. Im Spruch des Seeamtes wurde festgestellt, dass der Vorwurf der „Unterlassenen Hilfeleistung in einem Seenotfall“ gegen die Schiffsführung nicht zu erheben ist. Die Brandenburg war dem Unglücksort der Pamir nicht so nahe, dass sie in erfolgversprechender Weise hätte Beistand leisten können.
Das Verhalten des Funkoffiziers und des Zweiten Offiziers wurden dagegen getadelt. Sie hätten den Notruf unverzüglich der Schiffsführung melden müssen, ohne Rücksicht darauf, ob eine Hilfeleistung in Frage gekommen wäre oder nicht.

## Untergang
| \| Ort des Untergangs \| |
| Ort des Untergangs       |

Im Südausgang der Straße von Dover kollidierte am 11. Januar 1971 der panamaische Tanker Texaco Caribbean (13.605 BRT) im Nebel mit dem peruanischen Frachter Paracas (9.481 BRT). Der Tanker explodierte, zerbrach in zwei Teile und sank. In den folgenden Morgenstunden stieß die Brandenburg mit einem Wrackteil der Texaco Caribbean zusammen. Dabei wurde der Schiffsboden so stark aufgerissen, dass die Brandenburg in Minutenschnelle sank. Durch Wassereinbruch im Maschinenraum kam es zu einem Totalausfall der Stromversorgung. Da die UKW-Anlage des Schiffes nicht mit einer Notstromversorgung ausgerüstet war, konnte kein Notsignal abgesetzt werden. Von den 31 Besatzungsmitgliedern konnten nur elf von britischen Fischern gerettet werden. Die übrigen Seeleute, darunter der Kapitän Peter Rahmann, ertranken oder wurden vermisst.
Nach Bekanntwerden des Sinkens charterte Hapag-Lloyd sofort den Bergungsschlepper Orca von Smit Internationale, um die Unglücksstelle zu lokalisieren, die Schäden festzustellen, die Bergungsmöglichkeiten zu ermitteln und das Wrack zu kennzeichnen. Die Schlepperbesatzung ortete die auf der Steuerbordseite liegende Brandenburg auf der Position 50° 58′ 30″ N, 1° 17′ 44″ O und stellte schwere Beschädigungen fest. Weitere Tauchgänge bestätigten die Kollision mit dem auf der Seite liegenden Vorschiff der Texaco Caribbean, eventuell eingeschlossene Besatzungsmitglieder und das Funktagebuch wurden jedoch nicht gefunden. Weil der erforderliche Reparaturumfang, die Zusammensetzung der Ladung und die in diesem Seegebiet zu erwartenden Wetterbedingungen eine kommerziell vertretbare Bergung nicht zuließen, wurde das Schiff am 15. Januar 1971 von den Versicherern abandonniert.
Unter großer Anteilnahme der Bevölkerung fand am 17. Januar 1971 in der Hamburger St. Trinitatis-Kirche ein Trauergottesdienst für die verstorbenen und vermissten Besatzungsmitglieder statt. Die Predigt hielt der Senior der Deutschen Seemannsmission, Pastor Kieseritzky.
Das schwere Unglück der Brandenburg in der Straße von Dover hat in der Fachwelt nicht nur Betroffenheit und Unverständnis hervorgerufen, sondern erneut die Verkehrsproblematik in den Brennpunkten des Weltverkehrs (ein Verkehrstrennungsgebiet war noch nicht etabliert) vor Augen geführt.

### Der Spruch des Seeamtes Hamburg
Der Unfall der Brandenburg am 12. Januar 1971 in der Straße von Dover ist auf ein Zusammentreffen ungewöhnlicher Umstände zurückzuführen. Den Ersten Offizier der Brandenburg, Peter Trelle, der zur Zeit des Unfalles die Wache hatte, trifft kein Verschulden. Mit dieser übereinstimmenden Feststellung haben das Hamburger Seeamt unter der Leitung seines Direktors, Ernst-August Knaak, und der Bundesbeauftragte, Rolf Johannesson, nach rund fünfstündiger Verhandlung am 5. Februar 1971 einen amtlichen Schlussstrich unter das tragische Unglück des Hapag-Lloyd-Frachters gezogen.
Die Kette des Zusammentreffens der ungewöhnlichen Umstände nahm ihren Anfang mit der schweren Nebel-Kollision zwischen der Texaco Caribbean und dem peruanischen Frachter Paracas, der sich nicht an die Rechtsverkehr-Empfehlung der Internationalen Seeschifffahrts-Organisation gehalten hatte. So wurde festgestellt, dass das Achterschiff der Texaco Caribbean noch getrieben sein muss und dessen Ortung und Kennzeichnung vom zuständigen Trinity House vergessen oder zumindest sträflich vernachlässigt wurde. Zum Zeitpunkt der Kollision herrschte Niedrigwasser, die Breite der Texaco Caribbean betrug 23,75 m und die Wassertiefe gemäß Seekarte 29 m, ein Wasserstand zu einem früheren oder späteren Zeitpunkt hätte ausgereicht, das Wrack gefahrlos zu überqueren. Smit Internationale hatte bereits nach der Kollision zwischen der Paracas und der Texaco Caribbean angeboten, die Wrackteile der Texaco Caribbean zu orten und zu markieren, was aber von der Reederei des Tankers ausgeschlagen wurde. So lag das Vorschiffswrack ungesichert in einer Seestraße, die täglich von gut 400 Schiffen befahren wurde.
Bei der Klärung des Unfalls kam eine Zusammenarbeit mit dem zuständigen Trinity House wegen einer Auskunftssperre nicht zustande.

### Folge
Eine Folge des Unfalls war die Empfehlung, alle Schiffe mit einer Seenotfunkboje für 2182 kHz auszurüsten, um auch bei Stromausfall ein Notsignal absetzen zu können.